# チョネ県
チョネ県（―けん）は中国甘粛省甘南チベット族自治州に位置する県。県人民政府は柳林鎮。

## 歴史
チョネとはチベット語で松を意味する。
チョネは洮河のほとりに位置する柳林鎮の辺りにあった。元の元貞元年（1295年）にチョネ大寺（現在の禅定寺）が建立された際、元々生えていた背の高い馬尾松を寺院の柱に使用したことからこの寺院の名前が付けられ、そしてこの寺院にちなみ、地名として定着した。
明の嘉靖17年（1538年）に6代目の卓尼（チョネ）土司の楊臻が城壁を建設、地理形状が船に似ていたことから、チョネは「船城」と呼ばれた。
1939年に卓尼（チョネ）政治局が設置され、1950年に卓尼（チョネ）自治区に改編、更に1955年に卓尼（チョネ）県に改編され現在に至る。

## 行政区画
11鎮、3郷、1民族郷を管轄：
- 鎮：柳林鎮、木耳鎮、扎古録鎮、喀爾欽鎮、蔵巴哇鎮、納浪鎮、洮硯鎮、阿子灘鎮、申蔵鎮、完冒鎮、尼巴鎮
- 郷：刀告郷、恰蓋郷、康多郷
- 民族郷：勺哇トゥ族郷

## 産業
森林、草原、観光、水力エネルギー、鉱産資源がチョネの五大産業資源とされている。
中国四大硯のひとつ、洮硯はここの名産である。

## 観光
- 禅定寺：1295年にチョネ大寺として建立
- 洮河
- 尼巴鎮：伝統的チベット族村落
- 光蓋山
- 大峪溝景区：国家4A級観光地